# Verbrande Molen
De Verbrande Molen (Frans: Moulin Brulé) of Windmolen van Sint-Lambrechts-Woluwe is een staakmolen in Sint-Lambrechts-Woluwe, in het Brussels Hoofdstedelijk Gewest. De molen wordt voor het eerst vermeld in 1767. In dat jaar werd de molen gebouwd in Esplechin, waar hij tot 1927 in gebruik was. In 1935 werd de molen aangekocht door dokter Raoul Duthoit, die in de jaren 50 van de twintigste eeuw vergeefs probeerde subsidie te verkrijgen om hem te herstellen. Zijn weduwe schonk de molen in 1960 aan de gemeente Sint-Lambrechts-Woluwe. De Verbrande Molen is sinds 1943 een beschermd monument.
In 1980 werd de molen in brand gestoken. Hij werd hersteld en in 1988 op een nieuwe plaats opgebouwd. De molen is uitgerust met twee koppels maalstenen en is maalvaardig.